# Liste von Persönlichkeiten der Stadt Riesa
Die Liste von Persönlichkeiten der Stadt Riesa enthält Personen, die in der Geschichte der sächsischen Stadt Riesa eine nachhaltige Rolle gespielt haben. Es handelt sich dabei um Persönlichkeiten, die hier geboren sind oder hier gewirkt haben.
Für die Persönlichkeiten aus den nach Riesa eingemeindeten Ortschaften siehe auch die entsprechenden Ortsartikel.

## Ehrenbürger
- 20. April 1933: Adolf Hitler (1889–1945), Reichskanzler[1]
- Juli 1933: Martin Mutschmann (1879–1947), Reichsstatthalter von Sachsen[2]

## Söhne und Töchter der Stadt

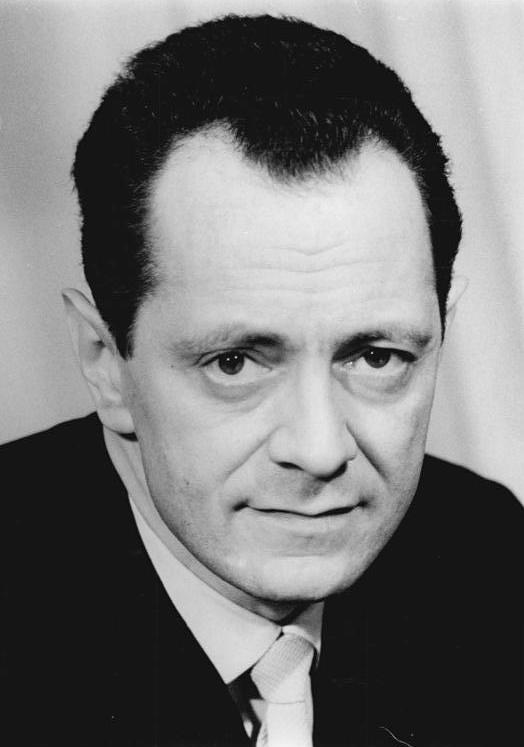
Dieter Noll (1966)

- August Wilhelm Zachariä (1769–1823), Lehrer und Flugpionier
- Raimund von Pape (1798–1850), Verwaltungsbeamter
- Johann Georg von Welck (1839–1912), Verwaltungsbeamter
- Adolph von Carlowitz (1858–1928), sächsischer Offizier, General der Infanterie und Kriegsminister
- Julius Ehregott Franz (1858–1927), Erzgießer und langjähriger Inhaber der renommierten Dresdner Erzgießerei Pirner & Franz
- Johannes Müller (1864–1949), protestantischer Theologe
- Max Schreiber (1869–1929), Landwirt und Politiker (Deutsche Reformpartei, DNVP, SLV), geboren in Leutewitz
- Kurt Ernst von Welck (1873–1944), Amtshauptmann
- Johannes Wegelin (1900–nach 1935), SA-Angehöriger
- Otto Walcha (1901–1968), Maler, Schriftsteller, Archivar
- Benno Roth (1903–1983), österreichischer Pater der Benediktinerabtei Seckau sowie Pädagoge und Kirchenhistoriker
- Bernhard Krüger (1904–1989), SS-Sturmbannführer
- Horst Naumann (1908–1990), Maler und Grafiker
- Paul Rumpelt (1909–1961), Geheimdienstler, Leiter der Abteilung XIV des Ministeriums für Staatssicherheit
- Wolfgang Arnold (1915–1993), Pharmakologe, Toxikologe und Rechtsmediziner
- Rolf Moebius (1915–2004), Schauspieler
- Albert Cornelius (1915–2011), autodidaktischer Maler
- Heinz Werner (1916–unbekannt), Fußballtorwart und -trainer
- Gerhard Zschäbitz (1920–1970), marxistischer Historiker und Editor
- Helmut Jacob (1920–1998), Bildhauer
- Gerhard Ebert (1922–2012), Fußballspieler
- Dieter Noll (1927–2008), Schriftsteller
- Dieter Rüdiger (1927–1964), Bauingenieur und Hochschullehrer
- Benno Werth (1929–2015), Bildhauer und Maler sowie ehemaliger Hochschullehrer in Aachen
- Johannes Burkhardt (1929–2022), Maler und Zeichner
- Wolfram Schwabhäuser (1931–1985), mathematischer Logiker, der sich mit Modelltheorie beschäftigte
- Adolf Niggemeier (* 1931), Politiker (CDU der DDR) und Jurist
- Siegfried Niese (1932–2021), Professor für Chemische Analytik
- Ulrich Wolf (1933–2017), Biologe und Humangenetiker
- Markolf Hanefeld (* 1935), Internist, Endokrinologe und Hochschullehrer
- Karl-Heinz Rädler (1935–2020), Astrophysiker und Geophysiker
- Wolfgang Hückel (1936–2019), Diplomat, 1. Botschaftssekretär in der Volksrepublik Kongo, danach Botschafter im Tschad (1979–82)
- Siegfried Altmann (* 1936), Ingenieur und Professor für Elektrotechnik
- Achim Plato (1936–2022), Schauspieler und Intendant
- Werner Krause (* 1938), Diplomingenieur, Psychologe und Hochschullehrer
- Gernot Weser (1938–2015), Motorradrennfahrer
- Klaus Tonndorf (1939–2020), Politiker (Neues Forum)
- Frank Obermann (1944–1995), Schauspieler
- W. Jens Zeller (* 1944), Mediziner und Politiker (AfD)
- Michael Albrecht (* 1947), Politiker (CDU)
- Hans-Jürgen Joseph (* 1950), Jurist, Generalstaatsanwalt der DDR
- Jürgen Schmieder (* 1952), Politiker (FDP)
- Monika Zehrt (* 1952), Leichtathletin
- Wolfgang Kühne (1953–2008), Synchronsprecher, Schauspieler, Drehbuchautor, Regisseur und Dozent
- Roland Hahnemann (* 1954), Politiker (parteilos)
- Jürgen Schön (* 1956), Bildhauer
- Roswitha Beier (* 1956), Schwimmsportlerin
- Hans-Peter Wehe (* 1956), Radrennfahrer
- Olaf Jentzsch (* 1958), Radrennfahrer
- Andreas Wolf (* 1958), Fußballspieler
- Andreas Lau (* 1959), Sportwissenschaftler, Hochschullehrer und Basketballfunktionär
- Peter Ritter (* 1959), Politiker (Die Linke)
- Taymur Streng (1962–2022), Komponist
- Andreas Leo Grapatin (* 1963), Politiker (CDU)
- Heiko Peschke (* 1963), Fußballspieler
- Tim von Veh (* 1963), Zeichner und Grafiker
- Katrin Löffler (* 1964), Germanistin und Historikerin
- Astrid Harzbecker (* 1965), Schlagersängerin
- Ulf Kirsten (* 1965), Fußballspieler
- Uta Knebel (* 1965), Ökonomin und Politikerin
- Ralph Vogel (* 1966), Fußballspieler
- Elke Hauck (* 1967), Filmregisseurin
- Frank Schulze (* 1970), Fußballspieler
- Stephanie Erben (* 1971), Politikerin
- Rüdiger Heinze (* 1971), Filmproduzent und Drehbuchautor
- Marco Müller (* 1975), Politiker, Oberbürgermeister von Riesa
- Claudia Matthäus (* 1976), Richterin am Bundessozialgericht
- Heike Geißler (* 1977), Schriftstellerin
- Christoph Walther (* 1978) und Stefan Schramm (* 1979), Musikkabarettisten beim Duo „Zärtlichkeiten mit Freunden“
- Marcel Gebhardt (* 1979), Fußballspieler und Vereinsfunktionär
- Maik Wagefeld (* 1981), Fußballspieler
- Romy Logsch (* 1982), Bobfahrerin
- André Pollmächer (* 1983), Langstreckenläufer
- Anja Pollmächer (* 1985), Leichtathletin
- Rico Stöcker (* 26. April 1985), ehemaliger Schwergewichtsboxer
- Lydia Neumann (* 1986), Fußballspielerin
- Kerstin Thiele (* 1986), Judoka und Olympionikin
- Benjamin Kirsten (* 1987), Fußballspieler
- Tom Nattermann (* 1993), Fußballspieler
- Maximilian Arnold (* 1994), Fußballspieler
- Liesa Seifert (* 1994), Fußballspielerin
- Turgay Gemicibaşi (* 1996), Fußballspieler
- Dominik Franke (* 1998), Fußballspieler

## Persönlichkeiten, die mit der Stadt in Verbindung stehen
- Christoph Felgenhauer (* vor 1604; † 30. November 1639), Kammerrat und Floßdirektor, seit 1621 Besitzer des Rittergutes Riesa
- Rudolf Stempel (* 25. April 1879 in Pulsnitz; † 19. Oktober 1936 in Leipzig), Pfarrer in Gröba und Märtyrer der Evangelischen Kirche
- Ludwig Koch (* 1908; † nach 1941), Fußballtrainer (1934 ff.) bei Riesaer SV
- Alfred Mirtschin (* 2. Januar 1892 in Dresden; † 19. November 1962 in Riesa), Heimatforscher und Mitbegründer des Riesaer Heimatmuseums
- Paul Häusler (* 13. April 1925 in Münnichwies; † 19. Juli 2005), Künstler
- Willi Arlt (* 27. Oktober 1919 in Bobersen; † 27. Juli 1947), Fußballspieler
- Walter Fritzsch (* 21. November 1920 in Planitz; † 15. Oktober 1997 in Dresden), Fußballtrainer (1958) bei Stahl Riesa
- Max Hübner (* 27. Februar 1927 in Breitenhain), Volkskammerabgeordneter der DDR
- Margret Häusler (* 20. September 1927 in Elberfeld; † 1992 in Riesa), Malerin und Grafikerin
- Karl Schäffner (* 29. Dezember 1931 in Apolda; † 8. Juni 1995 in Berlin), Fußballtrainer (1970–72) TSV Stahl Riesa
- Horst Barth (* 19. August 1933 in Torgau; † 2. November 2018 in Riesa), Lehrer und Politiker (FDP),  Oberbürgermeister von Riesa (1990–2001)
- Klaus Lehmann (* 30. Dezember 1939 in Prestewitz), Fußballspieler
- Günter Guttmann (* 12. April 1940 in Markt-Bohrau; † 29. März 2008 in Prenzlau), Fußballtrainer (1973–82) bei Stahl Riesa
- Peter Kohl (* 29. Januar 1942 in Hohenmölsen), Fußballtrainer (1982–85) bei Stahl Riesa
- Wolfgang Lischke (* 4. Juli 1947), ehemaliger Fußballspieler
- Frieder Andrich (* 22. Juli 1948 in Röderau), ehemaliger Fußballspieler
- Lothar Kurbjuweit (* 6. November 1950 in Seerhausen), ehemaliger Fußballspieler
- Claus Boden (* 7. Oktober 1951 in Dresden), ehemaliger Fußballspieler
- Gerd Schädlich (* 30. Dezember 1952 in Rodewisch; † 29. Januar 2022), Fußballtrainer (1990–91) bei Stahl Riesa
- Gerti Töpfer (* 30. Juni 1953 in Elbingerode), Oberbürgermeisterin von Riesa (2003–14)
- Peter Kotte (* 8. Dezember 1954 in Lötzschen bei Großenhain), ehemaliger Fußballspieler
- Frank Dünger (* 27. Oktober 1961 in Neumark; † 7. Oktober 2006), ehemaliger Fußballspieler
- Harald Czudaj (* 14. Februar 1963 in Wermsdorf), Bobfahrer und Unternehmer
- Wolfram Köhler (* 8. März 1968 in Templin), Oberbürgermeister von Riesa (2001–03)
- Ralf Hauptmann (* 20. September 1968 in Eberswalde), Fußballspieler
- Rico Glaubitz (* 10. April 1973 in Dresden), Fußballspieler
- Marcus Hesse (* 22. März 1984 in Dresden), Fußballspieler